# 麗色啄木鳥
麗色啄木鸟（學名：Campephilus splendens）屬於啄木鸟科紅頭啄木屬。該物種先前被认定与红腹啄木鸟（ C. haematogaster ）同种，一部分分类学家維持了这种分類方式。該鳥主要分布于哥伦比亚、厄瓜多和巴拿马。 

## 分类与系统学
先前，分類学家将麗色啄木鸟视为紅腹啄木鸟的亚种。自從約2000年以来，部分學家开始建议将「splendens」视为一个独立的物种。直到2018年，国际鸟类学会（IOC）在7月份時采纳了这一观点。南美鸟类分类委员会（SACC）和克莱门斯分类法維持了该分类，仍作为紅腹啄木鸟的亚种。但SACC正在寻求接受物種獨立的提议。
最後根据HBW和IOC的认可，該鸟屬於單型物種。

## 描述
此鳥體長介於33至35公分，體重介於225至 250公克。無論雄鳥或雌鳥，額頭、冠羽、枕羽及背部皆為紅色，眼部上方具細黑線，眼後則有細淺褐色眉紋，鼻孔至眼後為黑色帶，下顎及上頸部呈黑色。雄鳥之黑色眼線與下頷間具一條粗褐色羽帶；雌鳥則此帶延伸至頸側及胸部上方。雄雌鳥之肩背覆羽及背部皆呈黑色或黑褐色，背下及尾部為深紅色，尾上覆羽及尾羽則為黑色。成鳥翅膀呈黑色，大多數翅膀羽毛具有三個白斑點；翅膀下覆羽為淡黑褐色條紋。下頸及胸部呈紅色，胸部以下及腹部則帶有暗紅色條紋。幼鳥與成鳥外觀相似，但色彩較黯淡，額頭呈煙灰色，下體紅色覆羽較少。

## 分布与栖息地
此鳥種主要分布於巴拿馬加勒比海區域，其地理範圍涵蓋巴拿馬省太平洋沿岸，並延伸至哥倫比亞西部及厄瓜多爾西部。主要棲息於潮濕森林內部及山區森林，然亦常見於森林邊緣。就海拔高度而言，其分布範圍涵蓋巴拿馬近海平面至海拔1600公尺，哥倫比亞地區則達1100公尺，厄瓜多爾地區約為800公尺。

## 行为

### 移动
該鸟在其分布范围内全年定居，為非遷徙性動物。

### 取食
該鸟的食物主要攝取大型甲虫的成虫或幼虫，也捕食其他昆虫。通常會在大树的地表附近進行觅食，常单独或成对出现，以敲击和探索捕捉猎物。

### 繁衍
該鸟的繁衍季可能包括巴拿马的三月到五月及哥伦比亚和厄瓜多的四月到九月。关于其繁衍生物学的其他信息目前尚不清楚。

### 鳴叫聲及敲擊聲
該鸟鸣叫声為響亮並尖锐還帶有鼻音的「eer」叫聲。叫声為响亮的「stk」聲。關於敲击，該鳥會沉重而快速的敲擊兩下。

## 物種状况
国际自然保护联盟（IUCN）對該鸟評估為「近危物種」（Near Threatened）。其分布范围雖然广大，但族群规模尚不清楚，而且据信正在减少。主要威胁包括森林砍伐、人类居住、牛群放牧、采矿及棕榈树种植。 在巴拿马，該鳥非常罕见；在哥伦比亚，較為罕見但在部分區域能偶見；在厄瓜多，也較為罕见但部分區域偶見。於哥伦比亚和厄瓜多各至少有一个保护区内有該鳥的分布。